# Moshe Feldenkrais
Moshé Pinhas Feldenkrais (1904. május 6. – 1984. július 1.) a Feldenkrais-módszer megalapítója.

## Élete
Az ukrajnai Slavutában született, és már kora gyermekkorában kitűnt társai közül matematikai tehetségével. Apja könyvtárában falta a könyveket, különösen érdekelte a pszichológia és a természettudományok. 14 éves korában (1918) elhagyta szüleit, akik ekkor Baronovicsban (Fehéroroszország) éltek, és néhány falubelivel indult el Palesztinába, ahová 6 hónappal később érkeztek meg.
Először – kivételes testi erejét kamatoztatva – építkezéseken dolgozott, később önvédelmet (dzsúdzsucu) és matematikát oktatott. Miután 1925-ben leérettségizett és elegendő pénzt gyűjtött, Párizsba ment, ahol gépész- és villamosmérnöki diplomát, majd doktorátust szerzett (Ecole des Travaux Publics des Paris). 10 évig a Curie Intézetben dolgozott a Nobel-díjas Frédéric Joliot-Curie mellett. Számos tanulmányt publikáltak közösen. Frédéric, Irène Joliot-Curie-t és Bertrand L. Goldschmidt-et is tanította dzsúdóra ebben az időben.
Párizsban ismerkedett meg Kanó Dzsigoróval (1936), a modern dzsúdó megalkotójával, aki tanárt küldött a továbbtanítására. Feldenkrais volt az egyik első fekete öves európai dzsúdós, a párizsi dzsúdóklub megalapítója. A klub ma is működik több tízezer taggal Franciaország-szerte. Párizsi tanulmányait az esti dzsúdó oktatásból származó jövedelméből finanszírozta. A II. világháború kitörésekor Angliába menekült, ahol az angol haditengerészetnél a tengeralattjárók elleni kutatást irányította.
Munkájával kapcsolatban mindennap hajóra kellett szállnia, és a hajó állandó ringása következtében a korábbi, labdarúgóként szerzett térdsérülése már elviselhetetlen fájdalmakat okozott. Az egyik legkiválóbb angliai sebész operációt javasolt, de csak 50%-os esélyt adott a műtét sikerének.
Feldenkrais úgy döntött, hogy inkább maga próbálja meg rendbe hozni a térdét. Az orvos figyelmeztette, hogy fél év múlva könyörögni fog majd a műtétért. Nem így történt. Az emberi mozgással kapcsolatos minden elérhető könyvet áttanulmányozott: anatómiát, biológiát, élettant, kineziológiát, neurológiát, pszichológiát és antropológiát. Gyermekorvos feleségének segítségével tanulmányozta a gyermekek fejlődését. Foglalkozott jógával, nagy hatással volt rá G. I. Gurdjieff filozófiája, Milton Erickson, F. Matthias Alexander, William Bates és Gerda Alexander (Eutony). Svájcban Heinrich Jacoby-nál tanult.
1949-ben adta ki első könyvét a Feldenkrais-módszerről Az emberi test és az érett viselkedés (Body and Mature Behavior) címen. A könyv alcíme: Tanulmány a szorongásról, a szexualitásról, a nehézségi erőről és a tanulásról.
1951-ben visszatért az akkor nemrég alakult Izraelbe, ahol először az izraeli hadsereg elektronikai részlegét irányította néhány évig. 1954-ben telepedett le Tel-Avivban, és ekkortól már minden idejét módszere tanítására szentelte. 1957-ben Dávid Ben-Gúriónt, Izrael első miniszterelnökét is kezelte, még fejen állni is megtanította.
Az 1960-as évektől kezdte tanítani módszerét Európában és az USA-ban (egyik ismert tanfolyamát az USA-beli Esalenben tartotta).

## Tanárképzés
Első tanárképző tanfolyamát Tel-Avivban tartotta 1969–1971-ben 12 résztvevőnek, majd 1975-ben Thomas Hanna filozófus (aki később saját mozgásterápiás módszert alakított ki) meghívására érkezett az USA-ba, és tartotta meg ott első amerikai tanárképző tanfolyamát (San Francisco 1975–1978), 65 fő részére. A második tanárképző tanfolyamon, a Hampshire College-ban, Amherst, Massachusetts (1980) már 235 hallgatója volt. Ezt a tanfolyamot 1981-ben történt megbetegedése miatt már nem tudta befejezni.
Tanítványai szerte a világon tanítják a módszerét, ma már több mint 4000 képzett oktató van szerte a világon. Magyarországon az 1995. évben végzett (Bécsben, Ausztriában tanult) Bárdos Adrienne (www.feldenkrais.hu) kezdte meg a módszer népszerűsítését és oktatását. Jelenleg (2014) három aktív tanár van Magyarországon, mindhárman Budapesten. Heimer István (www.feldenkrais-budapest.hu) Németországban (München), az USA-ban (Santa Fe, Maui - Hawaii) és Ausztriában (Bécs), Perényi Csilla, Svájcban, Baselben  tanult. www.feldenkrais-tanfolyam.hu 
Minden Feldenkrais-oktatónak a Nemzetközi Feldenkrais Guild által szabályozott módon 1600–1800 órás, 4 éves tanfolyamon kell részt venni, vizsgát tenni a második és negyedik év végén, ezután kapja meg a Nemzetközi Diplomáját (Certified Feldenkrais Practitioner).

## Idézetek
- „Hogy a lehetetlen lehetséges, a nehéz könnyű, a könnyű elegáns legyen.”
- „Ha nem tudjuk, mit csinálunk, azt sem tudjuk, hogy mit akarunk.”

Moshe Feldenkrais
- „Feldenkrais olyan átfogóan tanulmányozta az emberi test mozgását, amihez foghatót sehol máshol nem találtam.”

Peter Brook rendező
- „A Feldenkrais-módszer segítségével mozgásunk döbbenetesen könnyed és szabad lesz – szinte minden korosztály számára lehetséges. Forradalmi újítása abban rejlik, hogy egészségünket nemcsak fizikailag, de érzelmileg, intellektuálisan és spirituálisan is megjavítja.”

Smithsonian Magazine

### Feldenkrais művei
- Body and Mature Behavior: A Study of Anxiety, Sex, Gravitation and Learning. London: Routledge and Kegan Paul, 1949; New York: International Universities Press, 1950, Tel-Aviv: Alef Ltd., 1966, 1980, 1988
- Awareness Through Movement: Health Exercises for Personal Growth. New York/London: Harper & Row 1972, 1977; Toronto: Fitzhenry & Whiteside, 1972, 1977; (Harmondsworth, Middlesex, England: Penguin Books, 1972, 1977; San Francisco: Harper Collins, 1990
- The Case of Nora: Body Awareness as Healing Therapy. New York/London: Harper & Row, 1977
- The Elusive Obvious. Cupertino, California: Meta Publications, 1981
- The Master Moves. Cupertino, California: Meta Publications, 1984
- The Potent Self. San Francisco: Harper & Row, 1985. Harper Collins, New York, 1992
- 50 Lessons by Dr. Feldenkrais. Noah Eshkol. Tel-Aviv, Israel: Alef Publishers, 1980

### A Feldenkrais-módszerről magyarul
- Roger Russel: Hátat fordítani a fájdalomnak. A Feldenkrais-módszer gyakorlati alkalmazása, Z-Press, Miskolc, 2004
- Moshe Feldenkrais: A Feldenkrais-módszer. Egyszerű gyakorlatok a testtartás javítására, a képzelet és a tudatosság fejlesztésére; ford. Lovasi Gábor; Édesvíz, Bp., 2006

### Könyvek a dzsúdzsucuról és a dzsúdóról
- Practical Unarmed Combat. London: Frederick Warne & Co., 1941. Revised edition 1944, 1967
- Judo: The Art of Defense and Attack. New York and London: Frederick Warne & Co., 1944, 1967
- Higher Judo (Groundwork). New York and London: Frederick Warne & Co., 1952

### Cikkek és előadások
- "A Non-Specific Treatment." The Feldenkrais Journal, No. 6, 1991. (Lecture from 1975 Training Program, szerkesztette Mark Reese)
- "Awareness Through Movement." Annual Handbook for Group Facilitators. John E. Jones and J. William Pfeiffer (eds.). La Jolla, CA: University Associates, 1975
- "Bodily Expression." Somatics, Vol. 6, No. 4, Spring/Summer 1988 (fordította franciából Thomas Hanna)
- "Bodily Expression (Conclusion)." Somatics, Vol. 7, No. 1, Autumn/Winter 1988-89
- "Learn to Learn." Booklet. Washington D.C.: ATM Recordings, 1980
- "On Health." Dromenon, Vol. 2, No. 2, August/September 1979
- "On the Primacy of Hearing." Somatics, Vol. 1, No. 1, Autumn 1976
- "Man and the World." Somatics, Vol. 2, No. 2, Spring 1979. Reprinted in Explorers of Humankind, Thomas Hanna (ed.) San Francisco: Harper & Row, 1979
- "Mind and Body." Two lectures in Systematics: The Journal of the Institute for the Comparative Study of History, Philosophy and the Sciences, Vol. 2, No. 1, June 1964. Reprinted in Your Body Works, Gerald Kogan (ed.). Berkeley: Transformations, 1980
- "Self-Fulfillment Through Organic Learning." Journal of Holistic Health, Vol. 7, 1982. (Lecture delivered at the Mandala Conference, San Diego, 1981, edited by Mark Reese)

### Külső hivatkozások
- Bárdos Adrienne honlapja
- Heimer István honlapja
- Perényi Csilla honlapja Archiválva 2021. május 16-i dátummal a Wayback Machine-ben